# Bilisht Sporti
Maillots
Le Bilisht Sporti est un club albanais de football basé à Bilisht.
Le club évolue pour la saison 2012-2013 en deuxième division albanaise.

## Historique du club
- 1930 - fondation du club